# Alessandro (nome)
Alessandro  è un nome proprio di persona italiano maschile.

## Varianti
- Femminili: Alessandra[2]

### Varianti in altre lingue
- Albanese: Aleksander[1][3]
- Arabo: ﺇﺳﻛﻧﺪﺭ (Iskandar)[1]
- Armeno: Ալեքսանդր (Aleksandr)[1]
- Basco: Alesander[1]
- Bosniaco: Aleksandar
- Bretone: Aleksandr
- Bulgaro: Александър (Aleksandăr)[1][3]
- Catalano: Alexandre[1]
- Ceco: Alexandr[1][3]
- Croato: Aleksandar[1], Aleksander[3]
- Danese: Alexander[1], Aleksander[1]
- Esperanto: Aleksandro[1]
- Estone: Aleksander[1]
- Finlandese: Aleksanteri[1][3]
- Francese: Alexandre[1][3]
- Galiziano: Alexandre[1]
- Georgiano: ალექსანდრე (Aleksandre)[1]
- Greco antico: Ἀλέξανδρος (Alexandros)[1][3][4]
- Greco moderno: Αλέξανδρος (Alexandros)[1][3]
- Hindi: Iskandar[3]
- Indonesiano: Iskandar[1]
- Inglese: Alexander[1][3][4]
- Irlandese: Alastar[1][3]
- Latino: Alexander[1][2][4]
- Ligure: Lusciandro[5]
- Lituano: Aleksandras[1]
- Macedone: Александар (Aleksandar)[1][3]
- Norvegese: Alexander[1], Aleksander[1]
- Olandese: Alexander[1][3]
- Persiano: اسکندر (Eskandar)[1]
- Polacco: Aleksander[1][3]
- Portoghese: Alexandre[1]
- Rumeno: Alexandru[1][3]
- Russo: Александр (Aleksandr)[1][3]
- Scozzese: Alasdair[1]
- Serbo: Александар (Aleksandar)[1]
- Siciliano: Lisciànniru (desueto), Alissantru (italianismo)
- Slovacco: Alexander[1]
- Sloveno: Aleksander[1]
- Spagnolo: Alejandro[1][3]
- Svedese: Alexander[1], Aleksander[1]
- Tedesco: Alexander[1][3]
- Turco: İskender[1][3]
- Ucraino: Олександр (Oleksandr)[1][3]
- Ungherese: Sándor[1], Alexander[1]

### Forme alterate e ipocoristiche
Nelle varie lingue in cui è diffuso, il nome conta numerosi derivati (perlopiù ipocoristici, anche se si contano alcuni diminutivi, come l'italiano "Alessandrino"). Alcuni di questi, particolarmente diffusi, sono usati anche come nomi a sé stanti: esempi sono l'italiano Sandro, gli inglesi Al e Alex e il russo Saša, tutti dotati di numerosi varianti in altre lingue. Oltre a questi tre, altri ipocoristici e alterati di Alessandro sono:
- Finlandese: Ale[1], Samppa[1], Santtu
- Inglese: Lex[1][3], Sandy[1][3]
- Italiano: Ale[1], Alessandrino[2]
- Ligure: Lusciandrin, Drin[5]
- Portoghese: Xande[1], Xandinho[1]
- Russo: Саша (Saša - in Italia con la grafia "Sascia"[6]), Шура (Šura),[1] Шурик (Šurik),[7] Шурка (Šurka),[7] Шурочка (Šuročka),[7]
- Valenzano: Xandre[senza fonte]

## Origine e diffusione

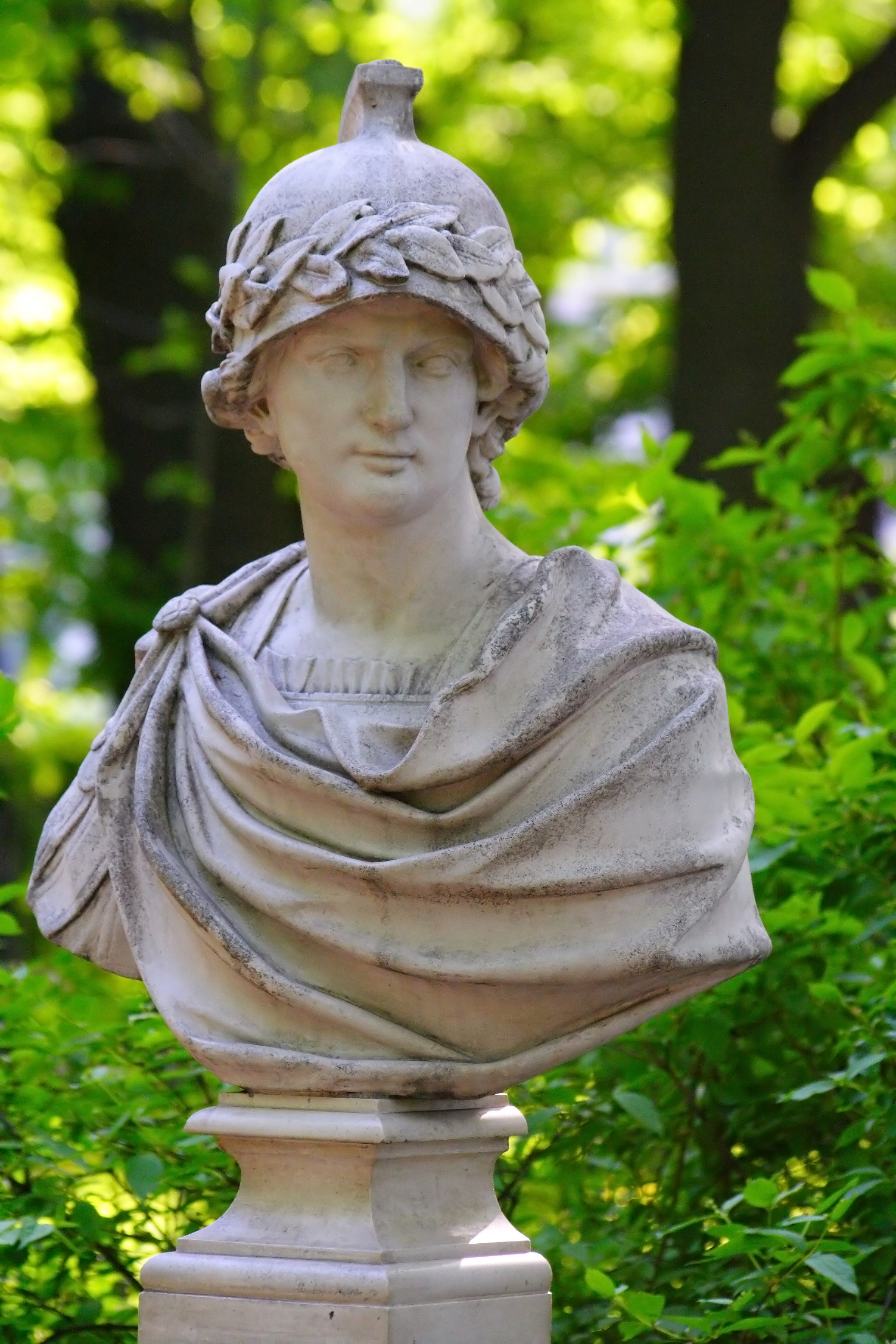
Busto di Alessandro Magno nel Giardino d'estate, a San Pietroburgo

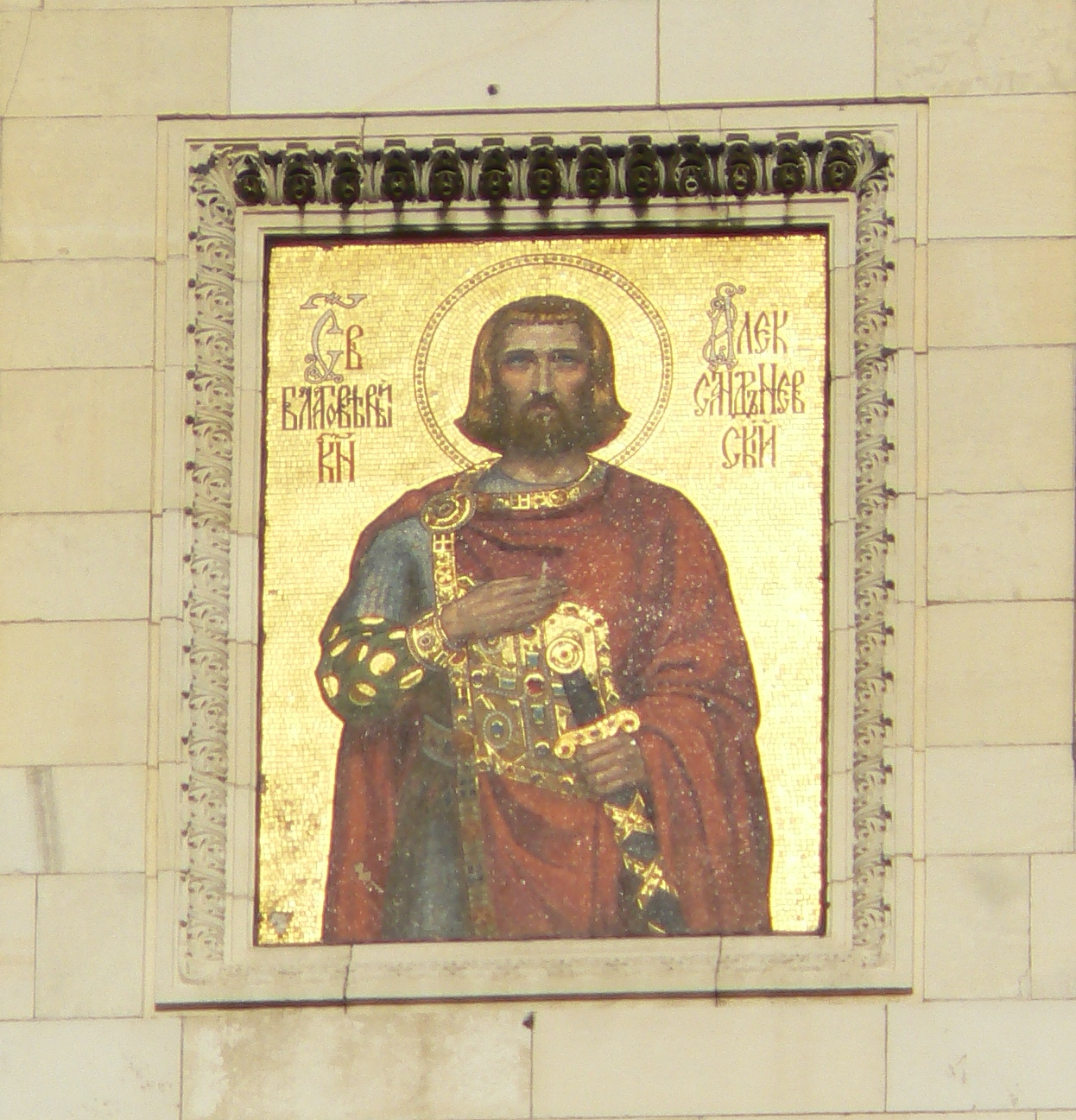
Aleksandr Nevskij, eroe nazionale russo e santo della Chiesa ortodossa

Deriva dal nome greco Ὰλέξανδρος (Alexandros), composto dai termini αλεξω (alexo, "difendere", "aiutare") e ανηρ (aner, al genitivo ανδρος, andros, "uomo"); il significato viene quindi variamente interpretato come "protettore di uomini", "difensore di uomini", "che presta soccorso agli uomini", oppure "uomo che difende".
Venne portato da molti personaggi dell'antica Grecia; fra i quali spicca soprattutto Alessandro Magno, re di Macedonia e conquistatore dell'Impero Persiano. Inoltre, Alessandro era anche un altro nome di Paride, il personaggio della mitologia greca figlio di Priamo, re di Troia, e di Ecuba.
Alessandro è, secondo l'ISTAT, uno dei nomi di maggiore diffusione in Italia tra i nuovi nati del XXI secolo, attestandosi come secondo nome maschile più utilizzato per i nuovi nati negli anni 2004, 2006, 2007, 2008 e 2009.
Secondo il linguista Vladimir Nikonov, il nome russo Aleksandr (Alessandro) e le sue varianti Saša (italianizzato in Sascia) Šura, Šurik, Šurka, Šuročka, divennero (e tuttora sono) particolarmente popolari in Russia per ricordare l'eroe nazionale Aleksandr Nevskij (1220-1263), santo della Chiesa ortodossa.

## Onomastico
Numerosissimi sono i santi e i beati che hanno portato questo nome: una cinquantina; tra questi si ricordano, alle date seguenti:
- 11 gennaio, sant'Alessandro, vescovo di Fermo e martire[15]
- 30 gennaio, sant'Alessandro, martire presso Edessa
- 9 febbraio, sant'Alessandro, martire presso Soli
- 18 febbraio, sant'Alessandro, martire con altri compagni ad Ostia sotto Diocleziano[15]
- 26 febbraio, sant'Alessandro, patriarca di Alessandria, uno dei padri del concilio di Nicea[15]
- 10 marzo, sant'Alessandro, martire con san Caio ad Apamea[15]
- 13 marzo, sant'Alessandro, martire a Pidna
- 18 marzo, sant'Alessandro, vescovo di Gerusalemme e martire a Cesarea marittima[15]
- 27 marzo, sant'Alessandro, martire presso Drizipara, in Turchia.
- 28 marzo, sant'Alessandro, martire con Prisco e Malco a Cesarea marittima[15]
- 22 aprile, sant'Alessandro, martire a Lione con Epipodio e altri 34 compagni
- 24 aprile, sant'Alessandro, martire di Lione[15]
- 3 maggio, sant'Alessandro I, papa[15]
- 3 maggio, sant'Alessandro, martire con Evenzio e Teodulo a Roma[15]
- 3 maggio, sant'Alessandro, martire a Costantinopoli
- 29 maggio, sant'Alessandro, martire in Anaunia con i santi Sisinnio e Martirio[15]
- 4 giugno, sant'Alessandro, vescovo di Verona
- 6 giugno, sant'Alessandro, vescovo di Fiesole, martire presso Bologna[15]
- 10 luglio, sant'Alessandro, martire con altri compagni a Roma[15]
- 21 luglio, sant'Alessandro, soldato e martire a Marsiglia con Feliciano, Longino e Vittore
- 11 agosto, sant'Alessandro detto "il Carbonaio", vescovo e martire di Comana[15]
- 26 agosto, di sant'Alessandro di Bergamo, martire[15]
- 28 agosto, sant'Alessandro I, vescovo di Bisanzio[15]
- 9 settembre, sant'Alessandro, martire in Sabina con i compagni Giacinto e Tiburzio[15]
- 21 settembre, sant'Alessandro, martire a Roma[15]
- 11 ottobre, sant'Alessandro Sauli, vescovo di Pavia[15]
- 9 novembre, sant'Alessandro, martire a Salonicco
- 24 novembre, sant'Alessandro, martire a Corinto
- 1º dicembre, sant'Alessandro Briant, gesuita e martire
- 12 dicembre, sant'Alessandro, martire con Epimaco ad Alessandria d'Egitto sotto Decio[15]

## Persone
- Alessandro I, papa e santo
- Alessandro VI, papa

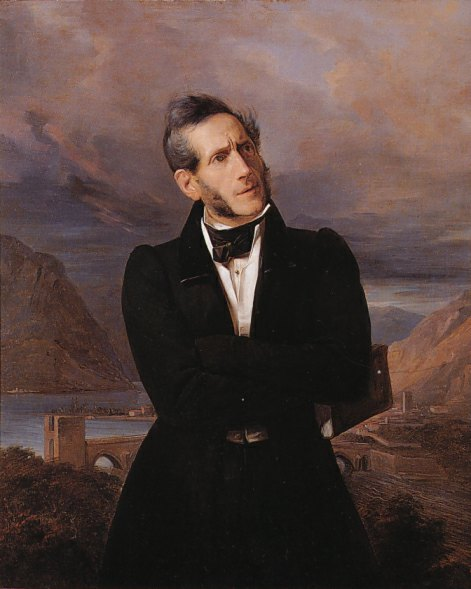
Alessandro Manzoni

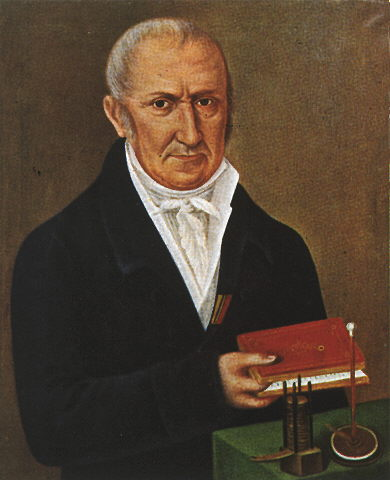
Alessandro Volta

- Alessandro Altobelli, calciatore italiano.
- Alessandro Magno, re di Macedonia
- Alessandro Severo, imperatore romano dal 222 al 235
- Alessandro Barbero, storico e scrittore italiano
- Alessandro Baricco, scrittore, saggista, critico musicale e conduttore televisivo italiano
- Alessandro Crescenzi, cardinale e arcivescovo italiano
- Alessandro Del Piero, calciatore italiano
- Alessandro Farnese, duca di Parma e Piacenza
- Alessandro Gassmann, attore italiano
- Alessandro Guidi, poeta e drammaturgo italiano
- Alessandro La Marmora, generale italiano
- Alessandro Longo, compositore, pianista, musicologo e didatta italiano
- Alessandro Manzoni, scrittore, poeta e drammaturgo italiano
- Alessandro Nesta, calciatore italiano
- Alessandro Pico della Mirandola, duca della Mirandola
- Alessandro Piccolomini, scrittore, filosofo, astronomo e drammaturgo italiano
- Alessandro Volta, fisico italiano
- Alessandro Ypsilanti, patriota greco

### Variante Alejandro

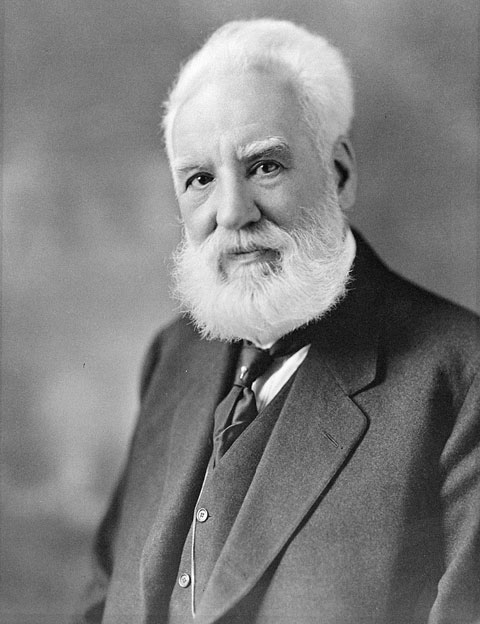
Alexander Graham Bell

- Alejandro Amenábar, regista, sceneggiatore e produttore cinematografico spagnolo
- Alejandro Fernández, cantante e musicista messicano
- Alejandro González Iñárritu, regista, sceneggiatore e produttore cinematografico messicano
- Alejandro Jodorowsky, scrittore, fumettista, saggista e drammaturgo cileno naturalizzato francese
- Alejandro Valverde, ciclista su strada spagnolo

### Variante Alexander
- Alexander Graham Bell, ingegnere, inventore e scienziato britannico naturalizzato statunitense
- Alexander Burnes, esploratore, scrittore e militare scozzese
- Alexander Fleming, medico, biologo e farmacologo britannico
- Alexander Hamilton, politico, militare ed economista statunitense
- Alexander Leslie, generale scozzese
- Alexander Mackenzie, esploratore britannico
- Alexander Pope, poeta britannico
- Alexander Wurz, pilota automobilistico austriaco

### Variante Alexandre

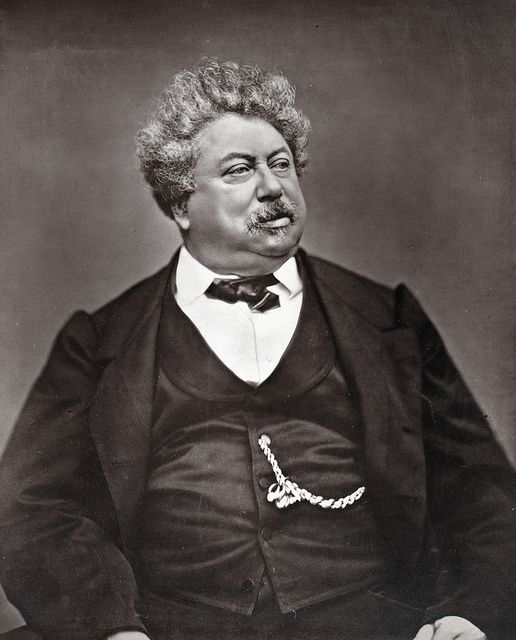
Alexandre Dumas (padre)

- Alexandre-Philippe Andryane, rivoluzionario e politico francese
- Alexandre-Gabriel Decamps, pittore francese
- Alexandre Desplat, compositore francese
- Alexandre Dumas (padre), scrittore e drammaturgo francese
- Alexandre Dumas (figlio), scrittore e drammaturgo francese
- Alexandre Gustave Eiffel, ingegnere e imprenditore francese
- Alexandre Ledru-Rollin, avvocato e politico francese
- Alexandre Pato, calciatore brasiliano
- Alexandre Yersin, medico svizzero

### Variante Aleksandar

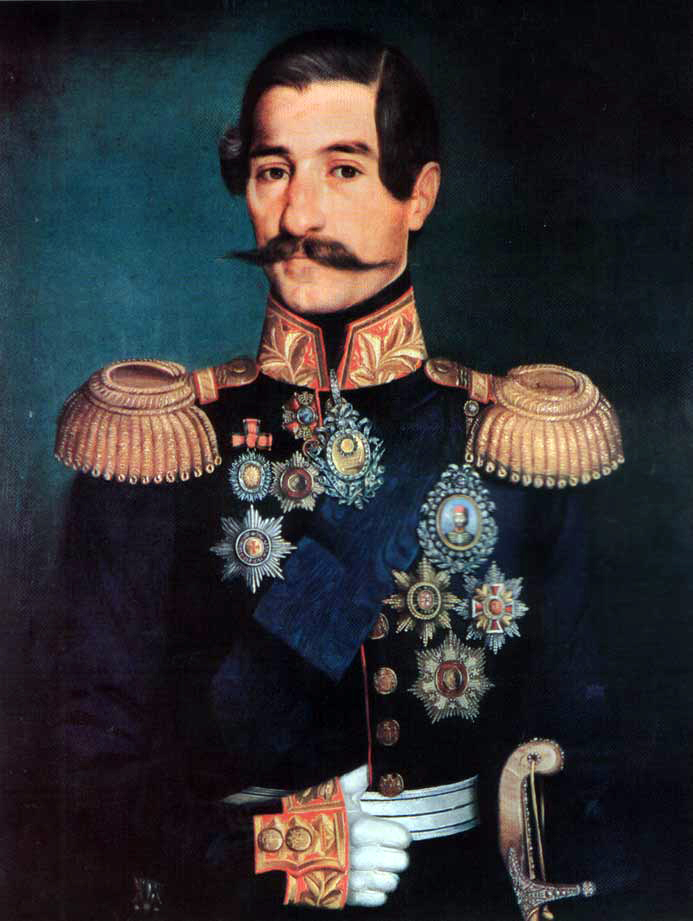
Aleksandar Karađorđević

- Aleksandar Belić, linguista, docente e scrittore serbo
- Aleksandar Cincar-Marković, politico jugoslavo
- Aleksandar Đorđević, cestista e allenatore di pallacanestro serbo
- Aleksandar Hemon, scrittore bosniaco naturalizzato statunitense
- Aleksandar Karađorđević, principe di Serbia
- Aleksandar Kolarov, calciatore serbo
- Aleksandar Matanović, scacchista serbo
- Aleksandar Petrović, regista serbo
- Aleksandar Ranković, politico e antifascista jugoslavo

### Variante Aleksander

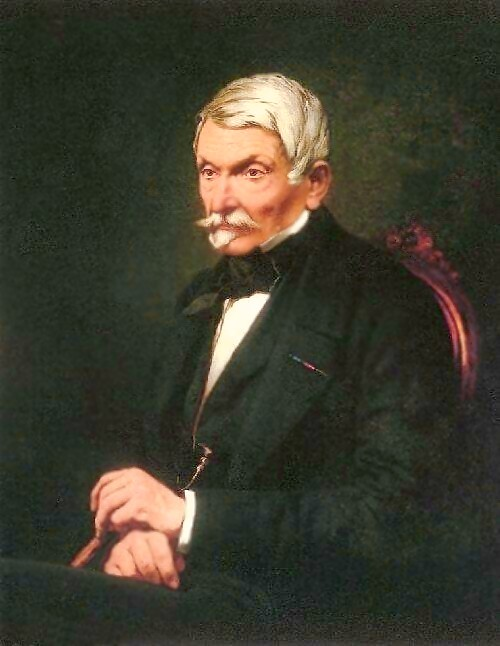
Aleksander Fredro

- Aleksander Fredro, commediografo e poeta polacco
- Aleksander Kakowski, cardinale e arcivescovo cattolico polacco
- Aleksander Solli, calciatore norvegese
- Aleksander Walmann, cantante e compositore norvegese
- Aleksander Wat, scrittore e poeta polacco
- Aleksander Wolszczan, astronomo polacco

### Variante Aleksandr

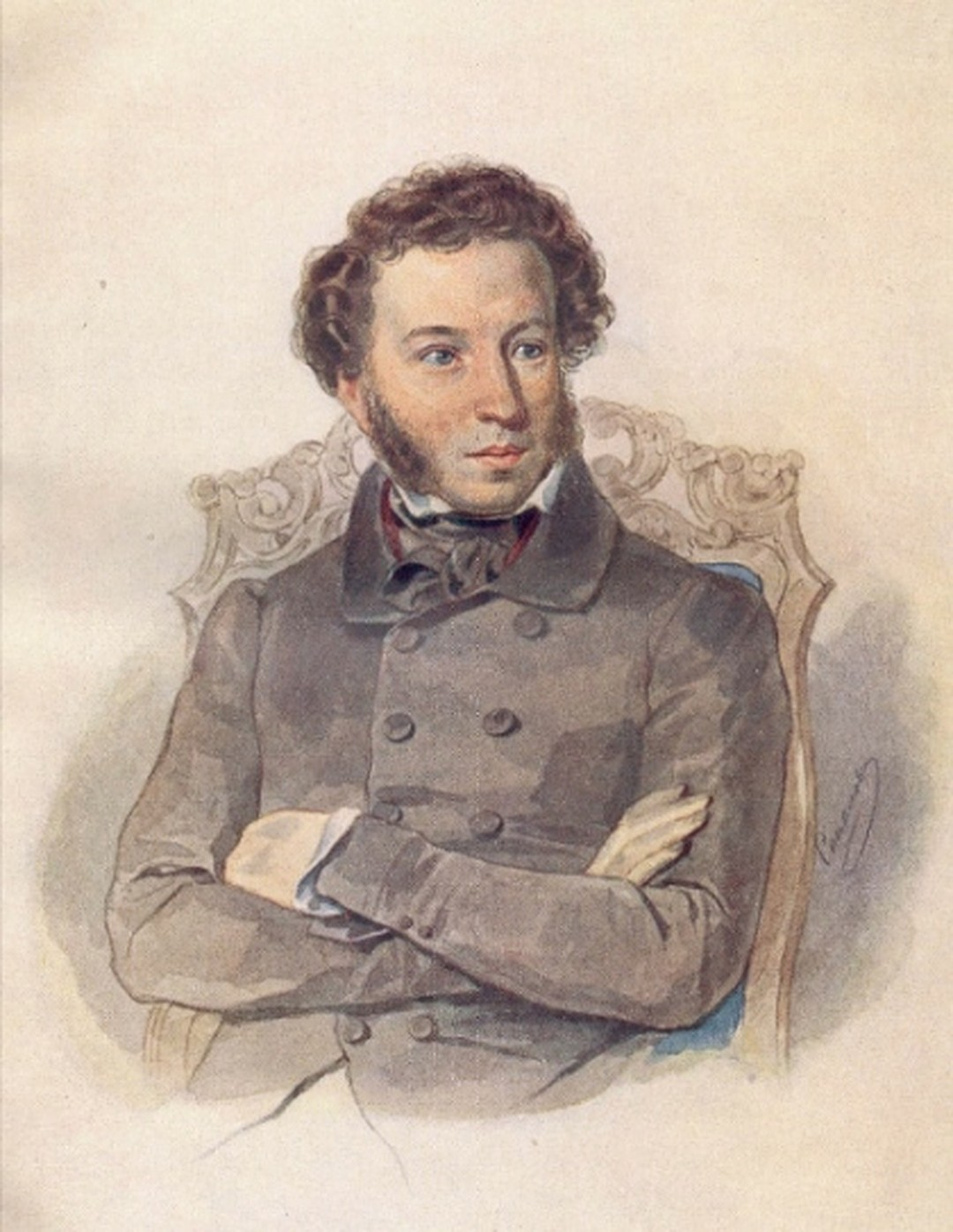
Aleksandr Puškin

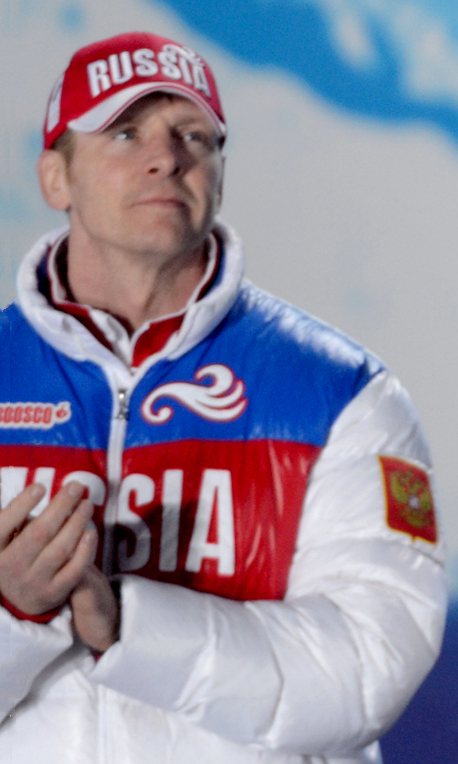
Aleksandr Zubkov

- Aleksandr Alechin, scacchista russo
- Aleksandr Aleksandrov, compositore sovietico
- Aleksandr Blok, poeta russo
- Aleksandr Bogdanov, politico, filosofo, economista e medico russo
- Aleksandr Bogomolec, medico sovietico
- Aleksandr Bol'šunov, fondista russo
- Aleksandr Fridman, cosmologo e matematico russo
- Aleksandr Karelin, lottatore e politico russo
- Aleksandr Kas'janov, bobbista e slittinista russo
- Aleksandr Matrosov, militare sovietico
- Aleksandr Mikulin, ingegnere aeronautico sovietico
- Aleksandr Nevskij, principe di Novgorod e di Vladimir, santo della Chiesa ortodossa
- Aleksandr Borodin, compositore russo
- Aleksandr Puškin, poeta, saggista, scrittore e drammaturgo russo
- Aleksandr Skrjabin, compositore e pianista russo
- Aleksandr Solženicyn, scrittore, drammaturgo e storico russo
- Aleksandr Vinokurov, ciclista su strada e dirigente sportivo kazako
- Aleksandr Zubkov, bobbista e slittinista russo

### Variante Alexandros
- Alexandros Korizis, politico greco
- Alexandros Koumoundouros, politico greco
- Alexandros Mavrokordatos, politico greco
- Alexandros Othonaios, militare greco
- Alexandros Panagulis, politico, rivoluzionario e poeta greco
- Alexandros Papadiamantis, scrittore greco
- Alexandros Schinas, anarchico greco
- Alexandros Tzorvas, calciatore greco
- Alexandros Zaimīs, politico greco

### Variante Alexandru

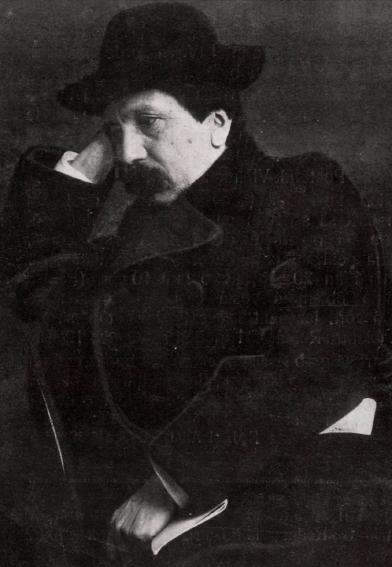
Alexandru Vlahuță

- Alexandru Odobescu, archeologo rumeno
- Alexandru Papiu-Ilarian, giurista, storico e rivoluzionario rumeno
- Alexandru Philippide, linguista rumeno
- Alexandru Vlahuță, scrittore rumeno
- Alexandru Dimitrie Xenopol, storico rumeno

### Variante Oleksandr
- Oleksandr Turčynov, politico ucraino

### Variante Sándor

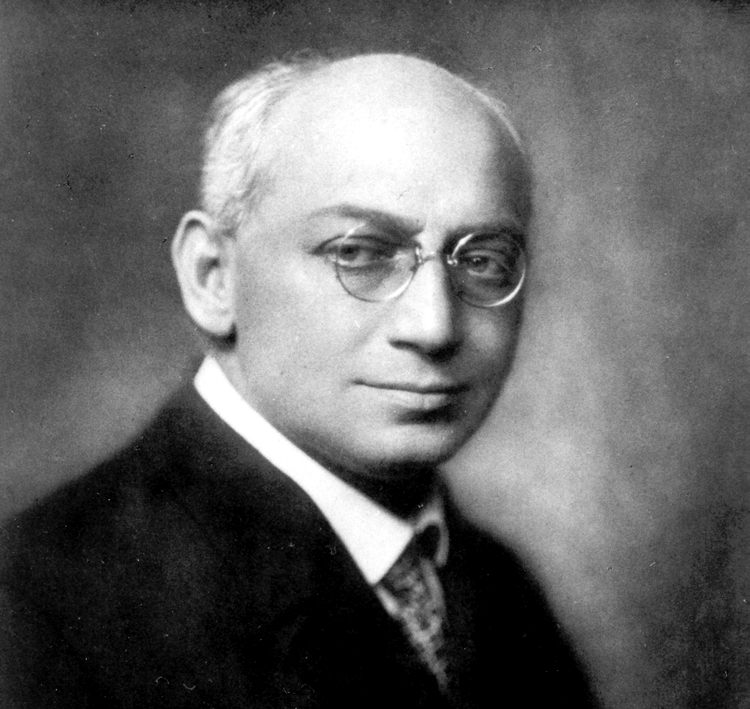
Sándor Ferenczi

- Sándor Ferenczi, psicoanalista e psichiatra ungherese
- Sándor Kocsis, calciatore ungherese
- Sándor Kőrösi Csoma, filologo e orientalista ungherese
- Sándor Márai, scrittore e giornalista ungherese naturalizzato statunitense
- Sándor Petőfi, poeta e patriota ungherese
- Sándor Radó, cartografo, antifascista e agente segreto ungherese

### Altre varianti
- Iskandar di Johor, sovrano malese
- Aleksandre Mrevlishvili, pittore georgiano
- Skandar Keynes, ex attore inglese
- Iskender Pascià, condottiero ottomano

## Il nome nelle arti

### Televisione
- Alexander "Alex" Michael Karev è un personaggio della serie televisiva Grey's Anatomy.
- Alessandro Monforte è un personaggio della serie televisiva Le tre rose di Eva.
- Alessandro Palladini è un personaggio della soap opera Un posto al sole.
- Alejandro è un personaggio di A tutto reality.

### Cinema
- Alexander è un film storico del 2004 diretto da Oliver Stone.
- Alex DeLarge è il protagonista di Arancia meccanica.
- Alexander "Alex" Kerner è il protagonista del film del 2003 Good Bye, Lenin! diretto da Wolfgang Becker.

### Letteratura
- Alexander "Alec" Gideon Lightwood è uno dei protagonisti dei libri sugli Shadowhunters di Cassandra Clare.

### Musica
- Alessandro è il nome di un'opera di Georg Friedrich Haendel.
- Alessandro e il mare è una canzone del 2000 di Roberto Vecchioni.
- Alexandre è una canzone del 1998 di Caetano Veloso.
- Alejandro è una canzone del 2009 di Lady Gaga.
- Mio fratello Alessandro è una canzone del 2019 di Brunori Sas.

### Videogiochi
- Aleksandr Leonovitch Granin è un personaggio del videogioco Metal Gear Solid 3: Snake Eater.

## Toponimi
- Alexander è un cratere lunare intitolato ad Alessandro Magno, situato nell'emisfero settentrionale, nell'aspra superficie nel nord del Mare della Serenità.
- Alessandria d'Egitto, fondata da Alessandro Magno.